# Adelaide International 2024
L'Adelaide International 2024 è un torneo di tennis giocato all'aperto sul cemento. È stata la 6ª edizione del torneo per gli uomini e la 7ª per le donne, facente parte della categoria WTA 500 nell'ambito del WTA Tour 2024 e della categoria ATP Tour 250 nell'ambito dell'ATP Tour 2024. Entrambi i tornei si sono giocati al Memorial Drive Tennis Centre di Adelaide, in Australia, dall'8 al 13 gennaio 2024.

## Partecipanti ATP

### Singolare

#### Teste di serie
| Nazionalità | Giocatore               | Ranking* | Testa di serie |
| ----------- | ----------------------- | -------- | -------------- |
| Stati Uniti | Tommy Paul              | 13       | 1              |
| Cile        | Nicolás Jarry           | 19       | 2              |
| Stati Uniti | Sebastian Korda         | 24       | 3              |
| Italia      | Lorenzo Musetti         | 27       | 4              |
| Argentina   | Sebastián Báez          | 28       | 5              |
| Argentina   | Tomás Martín Etcheverry | 30       | 6              |
| Rep. Ceca   | Jiří Lehečka            | 31       | 7              |
| Kazakistan  | Aleksandr Bublik        | 32       | 8              |

* Ranking al 1 gennaio 2024.

#### Altri partecipanti
I seguenti giocatori hanno ricevuto una wildcard per il tabellone principale:
- Rinky Hijikata
- Thanasi Kokkinakis
- Christopher O'Connell

I seguenti giocatori sono passati dalle qualificazioni:

- Arthur Rinderknech
- Adam Walton
- Alex Bolt
- Facundo Díaz Acosta

I seguenti giocatori sono entrati in tabellone come lucky loser:
- Thiago Seyboth Wild
- James McCabe
- Bernabé Zapata Miralles

### Ritiri
Prima del torneo
- Márton Fucsovics → sostituito da  Bernabé Zapata Miralles
- Tallon Griekspoor → sostituito da  Dušan Lajović
- Ugo Humbert → sostituito da  Jordan Thompson
- Yoshihito Nishioka → sostituito da  Thiago Seyboth Wild
- Reilly Opelka → sostituito da  Yannick Hanfmann
- Alexei Popyrin → sostituito da  James McCabe
- Roman Safiullin → sostituito da  Miomir Kecmanović

## Partecipanti doppio ATP

### Teste di serie
| Nazione     | Giocatore         | Nazione     | Giocatore              | Ranking* | Testa di serie |
| ----------- | ----------------- | ----------- | ---------------------- | -------- | -------------- |
| Croazia     | Ivan Dodig        | Stati Uniti | Austin Krajicek        | 3        | 1              |
| India       | Rohan Bopanna     | Australia   | Matthew Ebden          | 7        | 2              |
| Stati Uniti | Rajeev Ram        | Regno Unito | Joe Salisbury          | 13       | 3              |
| Messico     | Santiago González | Regno Unito | Neal Skupski           | 20       | 4              |
| Monaco      | Hugo Nys          | Polonia     | Jan Zieliński          | 35       | 5              |
| Germania    | Kevin Krawietz    | Germania    | Tim Pütz               | 45       | 6              |
| Regno Unito | Lloyd Glasspool   | Paesi Bassi | Jean-Julien Rojer      | 49       | 7              |
| Francia     | Nicolas Mahut     | Francia     | Édouard Roger-Vasselin | 49       | 8              |

* Ranking al 1 gennaio 2024.

### Altri partecipanti
Le seguenti coppie di giocatori hanno ricevuto una wildcard per il tabellone principale:
- Alex Bolt /  Luke Saville
- Blake Ellis /  Calum Puttergill

Le seguenti coppie di giocatori sono entrate in tabellone come alternate:
- Diego Hidalgo /  Cristian Rodríguez
- Thiago Seyboth Wild /  Juan Pablo Varillas

### Ritiri
Prima del torneo
- Facundo Díaz Acosta /  Tomás Martín Etcheverry → sostituiti da  Thiago Seyboth Wild /  Juan Pablo Varillas
- Harri Heliövaara /  John Peers → sostituiti da  Andrew Harris /  Harri Heliövaara
- Kevin Krawietz /  Tim Pütz → sostituiti da  Diego Hidalgo /  Cristian Rodríguez

## Partecipanti WTA

### Singolare

#### Teste di serie
| Nazionalità | Giocatrice           | Ranking* | Testa di serie |
| ----------- | -------------------- | -------- | -------------- |
| Kazakistan  | Elena Rybakina       | 4        | 1              |
| Stati Uniti | Jessica Pegula       | 5        | 2              |
| Rep. Ceca   | Markéta Vondroušová  | 7        | 3              |
| Rep. Ceca   | Barbora Krejčíková   | 10       | 4              |
| Brasile     | Beatriz Haddad Maia  | 11       | 5              |
| Lettonia    | Jeļena Ostapenko     | 12       | 6              |
|             | Ljudmila Samsonova   | 15       | 7              |
|             | Veronika Kudermetova | 16       | 8              |

* Ranking al 1 gennaio 2024.

#### Altre partecipanti
Le seguenti giocatrici hanno ricevuto una wildcard per il tabellone principale:
- Paula Badosa
- Karolína Plíšková
- Taylah Preston
- Ajla Tomljanović

La seguente giocatrice è entrata in tabellone usando il ranking protetto:
- Angelique Kerber

La seguente giocatrice è entrata in tabellone lo special exempt:
- Laura Siegemund

Le seguenti giocatrici sono passate dalle qualificazioni:

- Katie Boulter
- Anna Kalinskaja
- Claire Liu
- Anastasija Pavljučenkova
- Kateřina Siniaková
- Aljaksandra Sasnovič

Le seguenti giocatrici sono state ripescate in tabellone come lucky loser:
- Ana Bogdan
- Cristina Bucșa
- Ashlyn Krueger
- Bernarda Pera
- Taylor Townsend

#### Ritiri
Prima del torneo
- Angelique Kerber → sostituita da  Bernarda Pera
- Madison Keys → sostituita da  Lesja Curenko
- Karolína Muchová → sostituita da  Jasmine Paolini
- Anastasija Potapova → sostituita da  Cristina Bucșa
- Elina Svitolina → sostituita da  Marta Kostjuk
- Karolína Muchová → sostituita da  Jasmine Paolini
- Ajla Tomljanović → sostituita da  Ashlyn Krueger
- Lesja Curenko → sostituita da  Ana Bogdan
- Markéta Vondroušová → sostituita da  Taylor Townsend

## Partecipanti doppio WTA

### Teste di serie
| Nazione     | Giocatore                | Nazione       | Giocatore       | Rank* | Testa di serie |
| ----------- | ------------------------ | ------------- | --------------- | ----- | -------------- |
| Rep. Ceca   | Barbora Krejčiková       | Germania      | Laura Siegemund | 18    | 1              |
| Canada      | Gabriela Dabrowski       | Nuova Zelanda | Erin Routliffe  | 18    | 2              |
| Brasile     | Beatriz Haddad Maia      | Stati Uniti   | Taylor Townsend | 31    | 3              |
| Stati Uniti | Nicole Melichar-Martinez | Australia     | Ellen Perez     | 32    | 4              |

* Ranking al 1 gennaio 2024.

### Altre partecipanti
- Elena Micic /  Tina Nadine Smith

La seguente coppia di giocatrici è subentrata in tabellone come alternate:
- Angelica Moratelli /  Samantha Murray Sharan

### Ritiri
Prima del torneo
- Veronika Kudermetova /  Anastasija Pavljučenkova → sostituite da  Angelica Moratelli /  Samantha Murray Sharan

## Punti
| Evento              | V   | F   | SF  | QF  | 2T   | 1T | Q    | Q2   | Q1   |
| Singolare maschile  | 250 | 165 | 100 | 50  | 25   | 0  | 13   | 7    | 0    |
| Doppio maschile     | 250 | 150 | 90  | 45  | 20   | 0  | N.D. | N.D. | N.D. |
| Singolare femminile | 500 | 325 | 195 | 108 | 60   | 1  | 25   | 13   | 1    |
| Doppio femminile    | 500 | 325 | 195 | 108 | N.D. | 1  | N.D. | N.D. | N.D. |

## Montepremi
| Evento              | V        | F       | SF      | QF      | 2T      | 1T     | Q2     | Q1     |
| Singolare maschile  | 100 665$ | 58 720$ | 34 510$ | 19 995$ | 11 610$ | 7 095$ | 3 550$ | 1 935$ |
| Doppio maschile*    | 34 600$  | 18 000$ | 9 500$  | 5 300$  | 2 900$  | 1 620$ | N.D.   | N.D.   |
| Singolare femminile | 142 000$ | 87 655$ | 51 205$ | 24 200$ | 13 170$ | 8 860$ | 6 603$ | 3 380$ |
| Doppio femminile*   | 47 390$  | 28 720$ | 16 430$ | 8 510$  | N.D.    | 5 140$ | N.D.   | N.D.   |

*per team

## Campioni

### Singolare maschile
Jiří Lehečka ha sconfitto in finale  Jack Draper con il punteggio di 4-6, 6-4, 6-3.
• È il primo titolo in carriera per Lehečka.

### Singolare femminile
Jeļena Ostapenko ha sconfitto in finale  Dar'ja Kasatkina con il punteggio di 6-3, 6-2.
• È il settimo titolo in carriera per Ostapenko, il primo della stagione.

### Doppio maschile
Rajeev Ram /  Joe Salisbury hanno sconfitto in finale  Rohan Bopanna /  Matthew Ebden con il punteggio di 7-5, 5-7, [11-9].

### Doppio femminile
Beatriz Haddad Maia /  Taylor Townsend hanno sconfitto in finale  Caroline Garcia /  Kristina Mladenovic con il punteggio di 7-5, 6-3.